# ベストアメニティ
ベストアメニティ株式会社は、福岡県久留米市に本社を置く、雑穀米などの食料品の販売を行う会社である。食料品販売以外にも、飲食店や旅館、マリーナの運営も行っている。

## 概要
1990年に創業者の内田弘によって設立。内田は元々生命保険会社に営業職として勤めていたが、体調を崩して入院した際に健康に関心を持ったことが設立のきっかけとなっている。
主に上記の雑穀米をはじめ、調味料、甘酒、各種加工食品、焼酎を取り扱っており、商品の原材料は自社農場で採れたものや契約農家から仕入れたものを使用している。これら商品の卸売業に加え、食料品店「ゆずり葉」の展開を行っている他、レストラン、旅館、マリーナの運営やグループ企業によるペットフード販売、スポーツジムの運営などを幅広く行っている。近年では地元久留米・鳥栖エリアを中心としたスポーツイベント等への協賛も展開しており、2010年より後述するサッカーチーム「サガン鳥栖」の公式スポンサーにもなっている。
ちなみに同社が雑穀米を扱うようになった理由として、創業者の内田は仕事で訪れていた鹿児島で出会った農家の一人から聞いた「家族の健康のために粟や黍を作っている」という話に感銘を受けて決意したと述べている。

## 沿革
※会社サイト他より引用。
- 1990年（平成2年）4月26日 - 会社設立。
- 1998年（平成10年）4月 - 東京都新宿区に東京営業所を設立。
- 1999年（平成11年）
  - 9月 - 熊本県に南関工場を設立
  - 10月 - 株式会社アニマル・ワンを設立。同月、レストラン「キャトルセゾン旬」オープン[要出典]。
- 2000年（平成12年）
  - 2月 - 有限会社ベストビルディング（ビル管理業）を設立。
  - 9月 - 有限会社パーソナルコンタクトを設立。
- 2001年（平成13年）
  - 4月 - 製造部門を分社化、株式会社こだわりもん工房として設立。
  - 8月 - 大分県に南九州営業所を設立。
- 2002年（平成14年）
  - 4月 - 大阪府大阪市中央区に大阪営業所を設立。
  - 7月 - 株式会社とんでんなか（酒類販売業）を設立。
  - 11月 - 東京都港区に東京営業所を移転。
- 2003年（平成15年）
  - 3月 - 有限会社パーソナルコンタクトを増資し、社名を株式会社パーソナルコンタクトに変更。
  - 6月 - 博多大丸に雑穀懐石料理店「自然食 季粋」をオープン[要出典]。
  - 10月 - 有限会社雑穀米（農業法人）を設立。
- 2004年（平成16年）
  - 10月 - 一般社団法人日本雑穀協会の初代会長に創業者の内田が就任（その後2010年11月に会長を辞任、理事に就任）。同月、株式会社田代屋本店がグループ企業として参入。
- 2005年（平成17年）
  - 1月 - こだわりもん工房 本社工場にてHACCP認証を取得。
- 2007年（平成19年）
  - 3月 - こだわりもん工房 筑後工場を設立。
  - 11月 - 鳥栖スタジアムのネーミングライツ契約を締結。名称を「ベストアメニティスタジアム」とする。
- 2008年（平成20年）4月 - 久留米市に温泉旅館「天然田園温泉 ふかほり邸」をオープン。
- 2009年（平成21年）
  - 2月 - 久留米市に穀物低温貯蔵倉庫および一次加工場として荒木倉庫を設置。
  - 9月 - 熊本県阿蘇郡に小国農場を開設。
- 2010年（平成22年）
  - 8月 -久留米市に物流センターを設立。
- 2011年（平成23年）
  - 1月 - 食品トレーサビリティシステム（ISO 22005）認証を取得。
- 2012年（平成24年）
  - 3月 - 熊本県にこだわりもん工房 上天草大矢野工場を設立。
  - 4月 - 有限会社雑穀米を吸収合併。
- 2013年（平成25年）6月 - ベストビルディングを株式会社ベストアメニティホールディングスに商号変更。同月、久留米市に穀物低温貯蔵倉庫として東合川倉庫を設置。
- 2014年（平成26年）
  - 7月 - 田代屋本店を株式会社田代屋とんでんなかに商号変更
  - 9月 - 熊本県上天草市にマリーナ「フィッシャリーズフィッシャリーズ」をオープン。
  - 10月 - 北海道札幌市に札幌営業所を設立。
  - 12月 - 熊本県にこだわりもん工房 玉名工場を設立。
- 2015年（平成27年）
  - 4月 - 有限会社田尻製薬を譲り受け、株式会社田尻300年製薬に商号変更。
  - 7月 - 株式会社アメニティ電力を設立。
  - 10月 - 株式会社ベストアメニティスポーツを設立。
- 2016年（平成28年）
  - 2月 - 久留米市に産地直売所「みづまの駅」をオープン。
  - 4月 - 代表取締役社長に内田幸子が就任。同月、沖縄県那覇市に沖縄営業所を設立。
  - 5月 - 株式会社うちだ自然農場を設立。
  - 6月17日 - 久留米市にスポーツジム「ワークアウトラウンジ ベスポ」をオープン[7]。
- 2017年（平成29年）
  - 3月 - 東京都中央区に東京営業所を移転。
  - 4月 - 香川県高松市に高松営業所を設立。
- 2018年（平成30年）
  - 3月 - 福岡県大牟田市に温泉施設「大牟田天然温泉 最高の湯」をオープン。
  - 10月 - 熊本県上天草市にキャンピング施設「Marina Franping Village 天草」をオープン。
  - 11月 - 熊本県上天草市にステーキ専門店「ステーキハウスバイザウェイ」をオープン。
  - 12月31日 - 鳥栖スタジアムのネーミングライツ契約が満了[8]。
- 2019年（令和元年）
  - 2月 - 沖縄県に沖縄そば専門店「北谷亭」をオープン。同月、朝倉酒造株式会社がグループ企業として参入。
  - 4月 - 熊本県上天草市にホテル「PET RESORT BRAINS天草」をオープン。
- 2020年（令和2年）
  - 3月 - 大牟田天然温泉 最高の湯の施設内に「ステーキハウスバイザウェイ～さしより食堂～」をオープン。
  - 4月 - 創業30周年[9]。

## グループ企業
- 株式会社ベストアメニティホールディングス（旧・有限会社ベストビルディング）
- 株式会社アニマル・ワン（ペットフード販売事業）
- 株式会社こだわりもん工房
- 株式会社パーソナルコンタクト
- 株式会社田代屋とんでんなか（旧・株式会社田代屋本店）
- 株式会社田尻300年製薬（製薬事業）
- 株式会社アメニティ電力（電力事業）
- 株式会社ベストアメニティスポーツ
- 株式会社うちだ自然農場
- 朝倉酒造株式会社

## 主な商品
※会社サイトより引用。
- 十六雑穀米 - 国内産の16種類の穀物を配合した雑穀米。2009年、モンド・セレクション金賞受賞。
- ナチュラルクック - いわしや雑穀を発酵させた物や酒粕を混ぜた調味料。2009年、モンド・セレクション銀賞受賞。
- 麹AMAZAKE - 米麹を原料とする甘酒。通常の瓶入り(525g)の他にもペットボトル入り(350g)のタイプもある。
- WAYASAIシリーズ - 国内産の野菜を使用した加工食品シリーズ。青唐辛子の醤油漬け、にんにくペーストなどを取り揃えている。
- Umiシリーズ - 海産物を取り扱ったシリーズ。わかめ、めかぶなどを取り揃えている。
- MIZUMA - アスリートをターゲットに据えた食品ブランド。雑穀米、パウダー、スープを取り揃えている。
- とんでんなか - 雑穀米を原料とする焼酎。品名は九州の方言で「とんでもない」を意味し、開発の際に味見をした杜氏がそう口にしたことに由来。

## 展開店舗および運営施設
食品販売店
- ゆずり葉
- みづまの駅

飲食店
- キャトルセゾン旬
- ステーキハウスバイザウェイ
- 北谷亭
- 自然食 季粋

宿泊施設
- 天然田園温泉 ふかほり邸
- Marina Franping Village 天草
- PET RESORT BRAINS天草

その他
- フィッシャリーズフィッシャリーズ
- ワークアウトラウンジ ベスポ

## スポーツ協賛
サガン鳥栖と鳥栖スタジアム
経営が行き詰まったサガンを支援すべく、その再建の過程でチームスポンサーになった。また、鳥栖市から鳥栖スタジアムの命名権を購入し、原則としてJリーグの試合に限り「ベストアメニティスタジアム」と称していた。更に2011年以降はJリーグのセカンドキャリア対策にも協力し、引退後社員として働くことを前提に数名の大卒選手を引き受けていた。
2018年度からスタジアムの大規模改修が行われるのを機に「リニューアルで新しく生まれ変わる節目に（命名権者を）バトンタッチさせていただければ」と、2018年いっぱいで命名権契約を満了することを明らかにした。
2021年2月から、ベストアメニティ会長の内田弘がサガン鳥栖の運営会社・サガンドリームスの取締役に、同年6月からは会長に就任している。
九州一周駅伝“グランツール九州”
2011年、それまでの“一本道”ルートから“ステージ制”に移行。その際、佐賀県庁・県警付近がスタートとなっていた熊本までのルートが変更され、鳥栖市役所前がスタートとなったことから、そのステージスポンサーとなった。なお大会自体は2013年で終了した。
久留米市ベストアメニティカップ国際女子テニス
ITF女子サーキット賞金総額5万ドル大会。久留米市と周辺4町の合併を記念して2005年から開催。
ベストアメニティスポーツ部
選手が社員として在籍している。テコンドーの濱田真由（ロンドン五輪代表）、濱田康弘（2014年アジア競技大会代表）、濱田一誓（2014年全日本選手権3位）の兄妹のほか、カヌーの鈴木祐美子（北京五輪代表）・綱あづさ、トライアスロンの中西真知子（アテネ五輪代表）などが所属。

## テレビ番組
- 日経スペシャル ガイアの夜明け 「ニッポンの農業を問う」もうかる農業を目指せ（2008年11月25日、テレビ東京）[14] - 雑穀ブームを取材。